# 大理铠兰
大理铠兰（学名：Corybas taliensis）为兰科铠兰属下的一个种。